# Dag Bjørndalen
Dag Bjørndalen (n. 2 aprilie 1970, Comuna Drammen, Buskerud, Norvegia) este un biatlonist ce a reprezentat Norvegia, medaliat olimpic. A participat la o ediție a Jocurilor Olimpice (1998) în care a câștigat o medalie de argint.

## Participări
Lista de mai jos prezintă principalele competiții la care a participat Dag Bjørndalen de-a lungul carierei.
- biathlon at the 1998 Winter Olympics – men's relay[*]